# خنق المقصلة
خنق المقصلة (بالإنجليزية: Guillotine choke)‏ غالبًا على الأرض ولكن يمكن أيضًا القيام بها أثناء الوقوف. يتضمن الخنق استخدام الذراعين لتطويق رقبة الخصم التي تشبه نصل المقصلة.

## وصلات خارجية
- تعليمات حول كيفية تنفيذ خنق المقصلة (بالإنجليزية)